# Lucia Bihler
Lucia Bihler (* 22. Januar 1988 in München) ist eine deutsche Theaterregisseurin.

## Künstlerischer Werdegang
Bihler studierte Schauspielregie an der Hochschule für Schauspielkunst Ernst Busch in Berlin sowie ein Mastersemester Choreografie. Während ihres Studiums gründete sie die Kompanie gold&hiebe und realisierte Projekte am bat Studiotheater, am Ballhaus Ost sowie am Maxim Gorki Theater. Es folgten Inszenierungen am Deutschen Theater Göttingen, am Theater Lübeck, am Schauspiel Leipzig, am Staatstheater Oldenburg, am Schauspiel Hannover sowie am Schauspielhaus Wien, wo sie zuletzt eine Adaption von Robert Menasses Roman Die Hauptstadt herausbrachte. Mit dieser Inszenierung war sie 2019 zum Münchner Festival radikal jung eingeladen. Zwischen 2019 und 2021 war sie als Hausregisseurin an der Volksbühne Berlin dort zugleich Mitglied der künstlerischen Leitung.

## Inszenierungen
- 2012: Wer dich nicht findet darf dich behalten von Katja Brunner am bat Studiotheater
- 2013: Das Schloß von Franz Kafka am bat Studiotheater
- 2013: Die Hässlichen nach Fegefeuer in Ingolstadt von Marieluise Fleißer am bat Studiotheater
- 2014: †i†u$ nach Titus Andronicus von William Shakespeare am Ballhaus Ost
- 2015: Biedermann und die Brandstifter[4][5] von Max Frisch am Deutsches Theater Göttingen
- 2016: Der grüne Kakadu[6] von Arthur Schnitzler am Schauspielhaus Wien
- 2016: Die Bitteren Tränen der Petra von Kant[7] von Rainer Werner Fassbinder am Theater Lübeck
- 2016: Mein Kampf[8] von George Tabori am Deutsches Theater Göttingen
- 2017: Der Bau[9] von Franz Kafka am Theater Lübeck
- 2017: Prinzessin Hamlet[10] von E. L. Karhu am Schauspiel Leipzig
- 2017: Medea oder das goldene Vlies[11] von Franz Grillparzer am Theater Lübeck
- 2018: Eine Stadt will nach oben Teil 7 + 8[12][13] nach Ein Mann will nach oben von Hans Fallada am Schauspiel Hannover
- 2018: Zur schönen Aussicht von Ödön von Horváth[14][15][16] am Staatstheater Oldenburg
- 2018: Die Hauptstadt nach einem Roman von Robert Menasse[17][18][19], am Schauspielhaus Wien
- 2018: Volksvernichtung oder Meine Leber ist sinnlos[20][21][22] von Werner Schwab am Schauspiel Hannover
- 2019: Verwirrungen des Zöglings Törleß am Staatstheater Mainz[23]
- 2019: Final Fantasy. Nach Oscar Wildes Salomé, Volksbühne Berlin[24]
- 2020: Iphigenie. Traurig und geil im Taurerland. Nach Euripides und Stefanie Sargnagel an der Volksbühne Berlin[25]
- 2021: Die Jagdgesellschaft von Thomas Bernhard am Wiener Akademietheater[26]